# KEBA Group
Die KEBA Group AG ist ein international tätiges Unternehmen, das Lösungen in den Bereichen Industrie-, Bank-, Dienstleistungs- und Energieautomation entwickelt und herstellt.
Das österreichische Unternehmen wurde 1968 gegründet und ist in Privatbesitz. Der Jahresumsatz von 514,9 Mio. Euro wird mit über 90 % im Ausland erwirtschaftet.
Der Hauptsitz der KEBA Gruppe befindet sich in Linz (Österreich). In China, Deutschland, Italien, Indien, Japan, Niederlande, Rumänien, Schweiz, Südkorea, Taiwan, Tschechien, Türkei, USA, Großbritannien ist das Unternehmen mit eigenen Niederlassungen vertreten.

## Tätigkeitsfelder

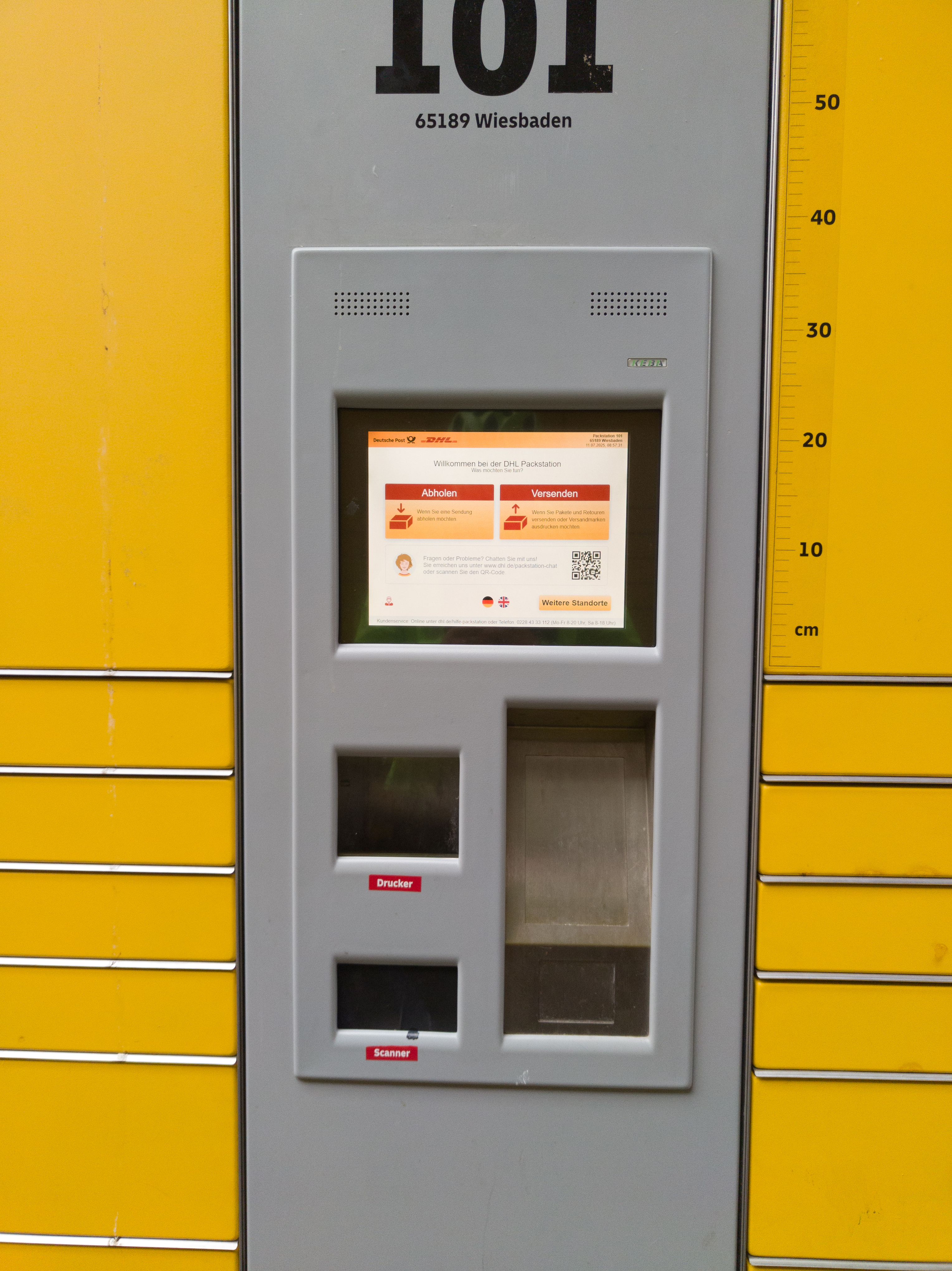
Bedienfeld einer DHL-Packstation von KEBA

Im Bereich Industrieautomation (Automatisierungstechnik) konzentriert sich KEBA auf Automationslösungen für
- Kunststoffspritzgießmaschinen und Roboter
- den allgemeinen Maschinen- und Anlagenbau
- den Sektor Blechbearbeitung
- und auf mobile und stationäre Bedienlösungen für Maschinen und Roboter[7]

Im Bereich der Bankautomation
- Selbstbedienungssysteme für Banken und Geldinstitute (Geldautomaten, Cash Recycling Systeme, Kontoauszugsdrucker, Überweisungsterminals)

Im Bereich der Logistikautomation
- First- und Last Mile Übergabesysteme für Post- und Logistikunternehmen (Paketautomat)
- Intelligente Übergabeautomaten für sensible Objekte (KEMAS)

Im Bereich der Energieautomation
- Lösungen im Bereich Elektromobilität wie beispielsweise Ladestationen
- Steuerungs- und Bediensysteme für Alternativheizanlagen

Im Bereich der Lotterielösungen
- Automatisierungslösungen für Lotteriegesellschaften

## Produkte

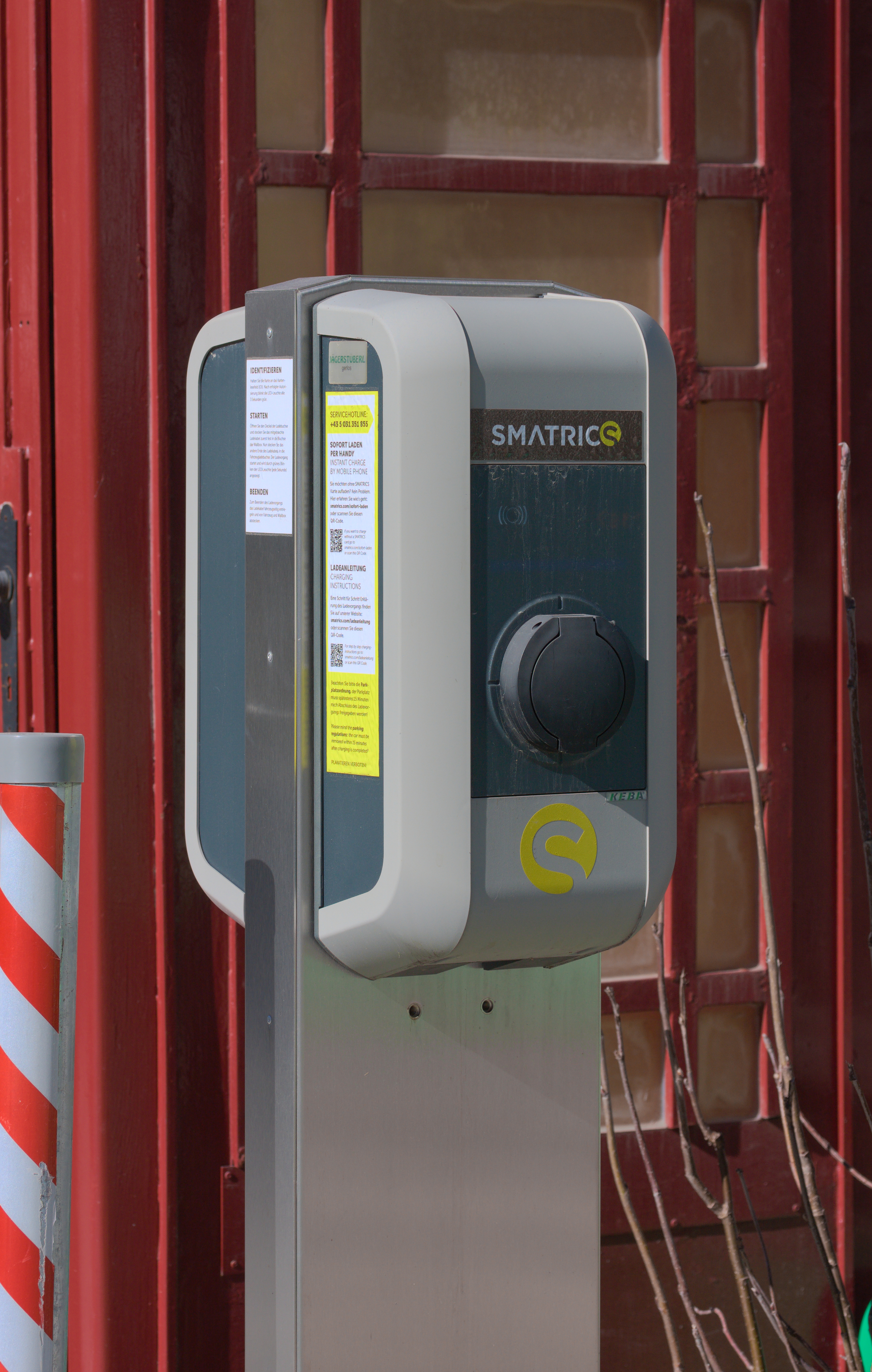
Eine Wallbox von KEBA in Verwendung als öffentliche Ladestation für Elektrofahrzeuge

Die KEBA Group AG bietet Produkte in den folgenden Segmenten an:
- Steuerungen für Spritzgießmaschinen, Maschinen und Roboter, Speicherprogrammierbare Steuerungen (SPS), Industrie-PC, (KePlast, KeMotion, KeSystems, KeControl)
- Steuerungen für Abkantpressen und Blechbearbeitung (Delem)
- Mobile und stationäre Bedienterminals, Handbediengeräte, Panels für Maschinen und Roboter, mobile Automation (KeMobile, KeTop)
- Geldautomaten, Cash Recycler, Kontoinfoterminals, Kontoauszugsdrucker, Überweisungsterminals, Selbstbedienungssysteme für Geldinstitute (KePlus)
- Eintrittskontrollsysteme (KeBin)
- Paketautomaten (KePol) und Übergabeautomaten (KEMAS)
- Lotterieautomaten (KeWin)
- Stromladestationen, Stromtankstellen, Infrastruktur für Elektromobilität, Lastmanagement für das Laden von Elektrofahrzeugen (KeContact, KeMove)
- Steuerungen und Bediensysteme für Alternativheizsysteme (KeEnergy)

In der Antriebs- und Automatisierungstechnik wird in den Unternehmen LTI Motion GmbH und Fiege GmbH High-End Antriebstechnik von Werkzeugspindeln über Servoantriebstechnik bis hin zu magnetisch gelagerten schnelldrehenden Komplettsystemen entwickelt, produziert und international vertrieben.

## Geschichte
Das Unternehmen wurde 1968 durch Gunther Krippner gegründet. 1970 stieg Karl Kletzmaier in das Unternehmen mit ein. 1984 fand die Konzentration auf die Geschäftsfelder Industrie-, Bank- und Sägewerksautomation statt. 1990 wurde die KEBA Deutschland GmbH als 100%iges Tochterunternehmen gegründet. 1998 wurde die KEBA US Corp gegründet. 1999 machte die KEBA AG erstmals ATS 1 Mrd. Umsatz. Die Konzentration lag auf Industrie- und Bankautomation. Im selben Jahr wurde die Rechtsform in eine Aktiengesellschaft umgewandelt. 2003 zog man in das neue Firmen-Headquarters in Linz. 2004 folgte eine Niederlassung in China und 2005 folgten zwei weitere Standorte in China. 2006 wurde die KEBA Automation S.R.L. in Rumänien eröffnet. Im selben Jahr beteiligte man sich ebenfalls an der agimatec GmbH.
2007 wurde das Joint Venture CBPM-KEBA in Peking mit der größten Banknotendruckerei der Welt, der China Banknote Printing and Miniting Corporation gegründet. 2008 wurde die Niederlassung in Taiwan eröffnet. 2009 folgten weitere Niederlassungen in der Türkei, China und Italien. Im selben Jahr startete man mit dem Bereich der Energieautomation mit Stromladestationen. 2010 wurde der Bereich Heizungssteuerungen für Alternativenergien erschlossen. Außerdem eröffnete KEBA eine Niederlassung in Japan. 2012 wurde eine Niederlassung in Südkorea eröffnet. 2013 erwarb KEBA die Mehrheitsanteile am niederländischen Automationsunternehmen DELEM. 2013 wurde in Linz, Österreich ein zweiter Produktionsstandort eröffnet. 2016 erwarb KEBA die Mehrheit am Spezialisten für Übergabeautomaten KEMAS mit Sitz in Oberlungwitz in Deutschland. 2018 gründet KEBA in Indien eine weitere Niederlassung.
Ende 2018 übernahm die KEBA AG die LTI Motion sowie Heinz Fiege GmbH, technologisch führende Anbieter für Antriebslösungen und Spindeltechnik mit Sitz in Lahnau und Röllbach / Deutschland.

## Auszeichnungen
- Pegasus 2022 in Gold (Wirtschaftspreis der OÖ Nachrichten)[16]
- Best Managed Company Award, Deloitte Austria (2021)[17]
- Pegasus 2019 in Silber (Wirtschaftspreis der OÖ Nachrichten)
- German Design Award 2019 'Special Mention' in der Kategorie 'Workshop and Tools' für den Winkelmesser KeMes
- Innovationspreis Land OÖ 2018 für den Winkelmesser KeMes
- iF Product Design Award 2018 Kategorie product/industry für das Winkelmessgerät KeMes A100
- Red Dot Award: Product Design 2018 Kategorie „Industriegeräte, Maschinen und Automation“ für das Winkelmessgerät KeMes
- Pegasus 2016 in Kristall für das unternehmerische Lebenswerk an KEBA-Mitgründer Karl Kletzmaier[18]
- ineo Award 2014 Auszeichnung der WKO OÖ für vorbildliche Lehrbetriebe[19]
- Robotic Award 2014 für das Handbediengerät „directMove“ T10[20]
- Wirtschaftspreis OÖ Pegasus (Wirtschaftspreis) 2014 in Bronze[21]
- Postal Technology Award 2013 als Supplier of the Year (Paketautomaten KePol)[22]
- IF Product Design Award 2010 für KeControl C3
- Ringier Technology Innovation Awards für das Softwaretool KePlast EasyMold
- Auszeichnung der FFG 2008
- Bestes Familienunternehmen OÖ 2008
- IF Product Design Award 2008 für KePlus R6 / X6
- IF Product Design Award 2007 für KeTop T50
- Pegasus 2005 in Gold (Wirtschaftspreis der OÖ Nachrichten)
- Österreichischer Staatspreis für Qualität 2004 (Kategorie Großunternehmen)
- World Mail Award 2004 in Gold (Kategorie: Innovation) für KePol Packstation
- Oberösterreichischer Landespreis für Innovation 2003 in Gold für Kemro K2 und Trumpf Bendmaster
- Pegasus 2001 in Bronze (Wirtschaftspreis der OÖ Nachrichten)
- Oberösterreichischer Landespreis für Innovation 2000 in Gold für Kemro K700
- Pegasus 2000 in Silber (Wirtschaftspreis der OÖ Nachrichten)
- 1. Platz Österreichischer Knewledge Weiterbildungspreis 2000 Verliehen vom Bundesministerium für Bildung, Wissenschaft und Kultur (Kategorie bis 500 Mitarbeiter)[23]